# 福徳稲荷神社 (下関市)

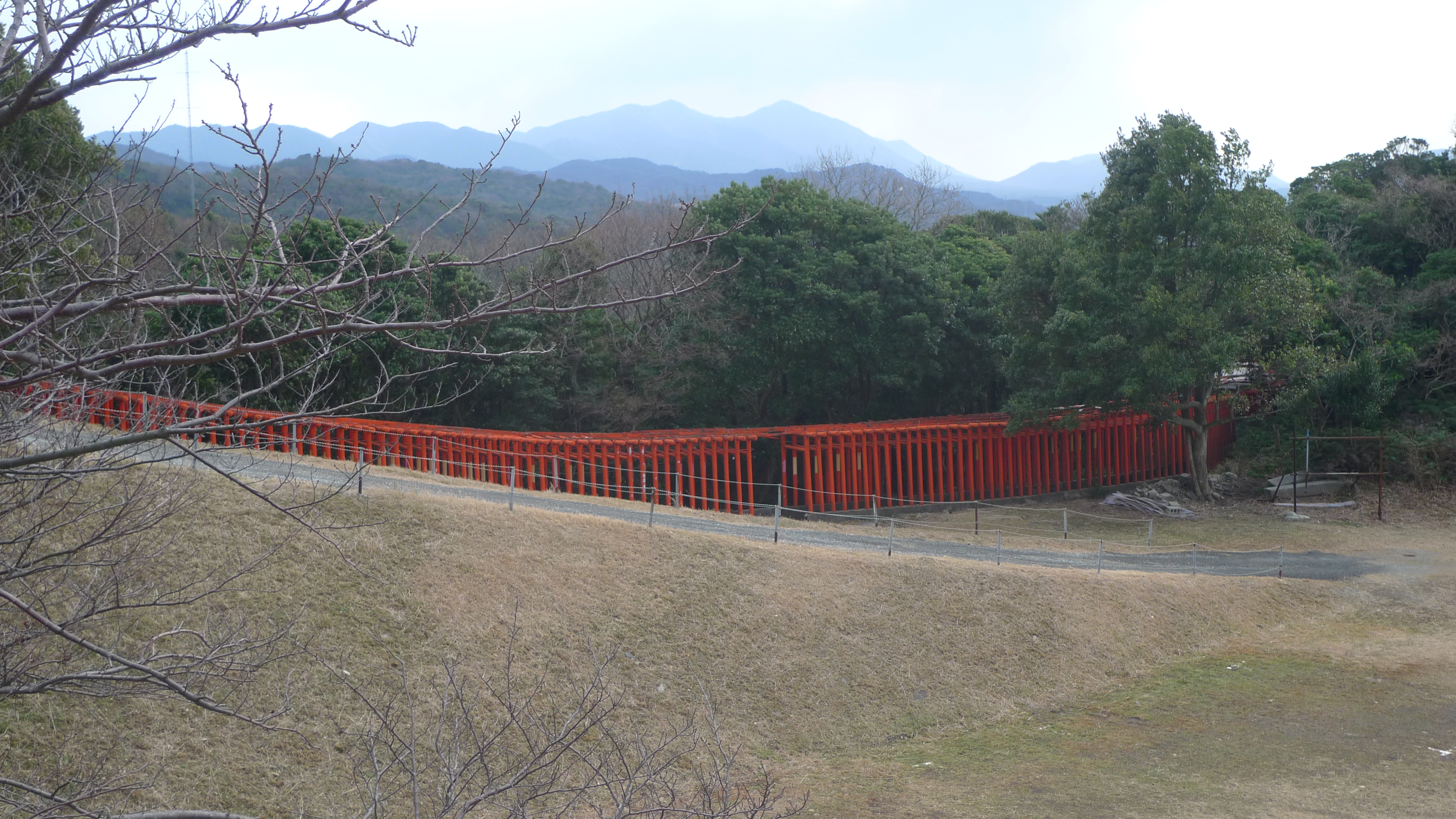
千本鳥居

福徳稲荷神社（ふくとくいなりじんじゃ）は、山口県下関市豊浦町にある神社。

## 概要
所在地である稲城山（いなぎやま）・犬鳴き山（いぬなきやま）は、十二代景行天皇がその景色の美しさに魅せられた逸話や、「長門なる稲城の山の姫あやめ時ならずして如月に咲く」という古歌が残されているなど、古くからの景勝地として知られる。
1971年（昭和46年）に、当地に鎮座する谷獄・谷森・谷川の三稲荷を合祀する社殿を造営、谷川稲荷の碑に刻まれていた「福徳」から採り、福徳稲荷神社と名付ける。1994年（平成6年）に大改修を行う。

## 祭神
- 倉稲魂大神
- 大市比売大神
- 大宮能売大神

## 祭事
- 1月1日 - 歳旦祭
- 2月5日 - 初午祭
- 4月5日 - 春季大祭
- 7月10日 - 二十三夜祭
- 7月下旬 - 夏越大祓式
- 11月3日 - 秋季大祭

--
- 月次祭 - 毎月1日・15日